# 第11回全日本女子サッカー選手権大会
第11回全日本女子サッカー選手権大会（だい11かいぜんにほんじょしサッカーせんしゅけんたいかい）は、1990年3月21日から3月25日に行われた全日本女子サッカー選手権大会。16チーム参加で国立西が丘サッカー場と国立西が丘運動場での実施となり、決勝も第4回大会以来となる西が丘サッカー場での開催となった。
日本女子サッカー連盟の発展的解消により主催は日本サッカー協会単独となり、また前年に日本女子サッカーリーグ(JLSL)が開幕されたため、同リーグに参加の6チームが自動的に出場権を獲得し、各地域から選出された10チームとともに参加した。
1回戦はJLSL参加した6チームなどが順当に勝利したが、つづく準々決勝では4試合中3試合がPK戦となり、前大会優勝の読売サッカークラブ女子・ベレーザがJLSL不参加となった高槻女子フットボールクラブに敗退する波乱が発生。その高槻は準決勝で田崎真珠神戸FCレディース（JLSL）を破ると、決勝戦では第1回JLSLで優勝の清水FCレディースを延長戦で降し初優勝。最優秀選手賞は松田理子（高槻女子）が受賞した。3位は田崎真珠神戸FCレディースと新光精工FCクレールであった。

## 成績
- 優勝：高槻女子フットボールクラブ
- 準優勝：清水FCレディース
- 第3位：田崎真珠神戸FCレディース、新光精工FCクレール

## 出場チーム

### 日本女子サッカーリーグ
（第1回JLSL成績順）
- 清水FCレディース
- 読売サッカークラブ女子・ベレーザ（前回優勝）
- 田崎真珠神戸FCレディース（←神戸FCレディース）
- 新光精工FCクレール
- 日産FCレディース
- プリマハムFCくノ一

### 北海道地域
- 札幌はばたけ女子SC

### 東北地域
- 聖和学園高等学校SC

### 関東地域
- 東京女子体育大学サッカー同好会
- 浦和本太レディースFC

### 北信越地域
- 富山レディースサッカークラブ

### 東海地域
- 清水第八スポーツクラブ

### 関西地域
- 高槻女子フットボールクラブ

### 中国地域
- 城南レディース

### 四国地域
- 愛媛県立宇和島南高校

### 九州地域
- 飽田FCレディース（←飽田レディースFC）

## 開催方式

### 試合規定
- 試合時間
  - 1、2回戦、準々決勝:60分（30分ハーフ）
  - 準決勝、決勝:80分（40分ハーフ）
  - 規定時間内に決しない場合はPK戦。ただし準決勝以後は20分（10分ハーフ）の延長戦を行い、決しない場合はPK戦。

### 試合会場
1回戦・準々決勝
- 国立西が丘サッカー場
- 国立西が丘運動場

準決勝・決勝
- 国立西が丘サッカー場

## 結果

### 1回戦
| 1990年3月21日 10:00 |

| 清水FCレディース | 10 - 0 | 富山レディースサッカークラブ |
|                  |        |                              |

| 国立西が丘サッカー場 |

| 1990年3月21日 11:30 |

| 東京女子体育大学サッカー同好会 | 2 - 0 | 札幌はばたけ女子SC |
|                                |       |                    |

| 国立西が丘サッカー場 |

| 1990年3月21日 13:00 |

| 日産FCレディース | 2 - 1 | 清水第八スポーツクラブ |
|                  |       |                        |

| 国立西が丘運動場 |

| 1990年3月21日 14:30 |

| 飽田FCレディース | 0 - 3 | 新光精工FCクレール |
|                  |       |                    |

| 国立西が丘運動場 |

| 1990年3月21日 10:00 |

| 田崎真珠神戸FCレディース | 3 - 0 | 愛媛県立宇和島南高校 |
|                          |       |                      |

| 国立西が丘運動場 |

| 1990年3月21日 11:30 |

| 城南レディース | 0 - 8 | プリマハムFCくノ一 |
|                |       |                    |

| 国立西が丘運動場 |

| 1990年3月21日 13:00 |

| 高槻女子フットボールクラブ | 5 - 0 | 聖和学園高等学校SC |
|                            |       |                    |

| 国立西が丘サッカー場 |

| 1990年3月21日 14:30 |

| 浦和本太レディースFC | 0 - 7 | 読売サッカークラブ女子・ベレーザ |
|                      |       |                                  |

| 国立西が丘サッカー場 |

### 準々決勝
| 1990年3月22日 12:00 |

| 清水FCレディース | 4 - 0 | 東京女子体育大学サッカー同好会 |
|                  |       |                                |

| 国立西が丘運動場 |

| 1990年3月22日 12:00 |

| 日産FCレディース | 0 - 0 | 新光精工FCクレール |
|                  |       |                    |
|                  | PK戦  |                    |
|                  | 2 - 3 |                    |

| 国立西が丘サッカー場 |

| 1990年3月22日 13:30 |

| 田崎真珠神戸FCレディース | 0 - 0 | プリマハムFCくノ一 |
|                          |       |                    |
|                          | PK戦  |                    |
|                          | 3 - 1 |                    |

| 国立西が丘サッカー場 |

| 1990年3月22日 13:30 |

| 高槻女子フットボールクラブ | 0 - 0 | 読売サッカークラブ女子・ベレーザ |
|                            |       |                                  |
|                            | PK戦  |                                  |
|                            | 4 - 2 |                                  |

| 国立西が丘運動場 |

### 準決勝
| 1990年3月24日 13:30 |

| 清水FCレディース | 5 - 0 | 新光精工FCクレール |
|                  |       |                    |

| 国立西が丘サッカー場 |

| 1990年3月24日 15:10 |

| 田崎真珠神戸FCレディース | 0 - 1 | 高槻女子フットボールクラブ |
|                          |       |                            |

| 国立西が丘サッカー場 |

### 決勝
| 1990年3月25日 14:00 |

| 清水FCレディース | 0 - 1 (延長) | 高槻女子フットボールクラブ |
|                  |              |                            |

| 国立西が丘サッカー場 |